# Luca Dirisio
Luca Dirisio (echte naam Luca di Risio) (Vasto, 18 juni 1978) is een Italiaanse zanger. In de zomer van 2003 brak hij in Italië door met het nummer Calma e sangue freddo dat wekenlang de hitlijsten domineerde. Aan het einde van het jaar verschijnt het debuutalbum waar 100.000 exemplaren van verkocht. In 2004 wordt Calma e sangue freddo een bescheiden hit is Nederland.
In februari 2006 neemt Luca voor het eerst deel aan het Festival van Sanremo met het nummer Sparirò, dat tevens de eerste single is van het tweede album La vita è strana.

## Discografie

### Albums
- Luca Dirisio (2004)
- La vita è strana (2006)
- 300 all'ora (2008)

### Singles
- Calma e sangue freddo (2004)
- Il mio amico vende il te’ (2004)
- Usami (2005)
- Per sempre (2005)
- Sparirò (2006)
- La ricetta del campione (2006)
- Se provi a volare (2006)